# Susanne Scholz (Musikerin)
Susanne Scholz (* 1969) ist eine österreichische Geigerin auf Instrumenten der Renaissance, des Barock und der Klassik sowie Leiterin und Dirigentin von Ensembles vom Renaissanceconsort bis hin zum Opernensemble.

## Leben und Wirken
Neben ihren Studien in Graz, Wien (Violine) und Den Haag (Barockvioline), sammelte sie musikalische Erfahrungen in Europa. Seit 1995 führte sie ihre Unterrichtstätigkeit zuerst nach Wien (Musik und Kunst Privatuniversität der Stadt Wien), dann von 1999 bis 2017 nach Leipzig (Hochschule für Musik und Theater „Felix Mendelssohn Bartholdy“ Leipzig), und seit 2015 nach Graz (Universität für Musik und darstellende Kunst Graz) als Professorin für Barockvioline und Kammermusik/Barockorchester. Außerdem unterrichtet sie regelmäßig auf Kursen und an Partneruniversitäten in  Europa und darüber hinaus.
Große Opernproduktionen entstanden unter ihrer Leitung vor allem in Leipzig und seit 2012 auch in Graz, viele davon als Erstaufführungen in heutiger Zeit, mit Opern von Johann Sebastiani, Johann David Heinichen, Georg Philipp Telemann, Giovanni Bononcini, Christoph Förster, John Blow und Adolph Hasse.  Hinzu kommen wichtige Bühnenwerke von Antonio Vivaldi, Henry Purcell, André Campra, Alessandro Stradella, Johann Joseph Fux, Antonio Draghi, Jean-Baptiste Lully, Claudio Monteverdi, Georg Friedrich Händel und Oratorien von Alessandro Stradella und Antonio Maria Bononcini.
Diese Erforschung des Repertoires, dessen Umfeld und Aufführungspraxis führten überdies zur Publikation von Aufsätzen, zur Abhaltung von Vorlesungen und zu einer internationalen Vortragstätigkeit. Seit 2018 arbeitet sie an ihrer Doktorarbeit über die Renaissanceviolininstrumente des Freiberger Doms, in der praktischen Forschung gemeinsam mit ihrem neugegründeten Ensemble gamma.ut.
Einspielungen zeugen von ihrer künstlerischen Tätigkeit, ihrer Zusammenarbeit mit Ensembles wie Les Arts Florissants und La Petite Bande, die Umsetzung ihrer künstlerischen Forschung haben zuletzt zu CD-Produktionen mit ihrem auf Renaissanceinstrumenten spielenden Ensemble chordae freybergenses und zu einer  besonderen Aufnahme der Sonaten aus Arcangelo Corellis Opus V mit dem Cembalisten Michael Hell beim Label  Querstand geführt. Diese Aufnahme wurde mit dem Preis der deutschen Schallplattenkritik (3-2018), dem Harald-Kaufmann-Preis und den ORF-Pasticcio Preis ausgezeichnet.